# Michael Folorunsho
Michael Ijemuan Folorunsho (Roma, 7 de febrero de 1998) es un futbolista italiano. Juega como centrocampista y su equipo es el Cagliari Calcio de la Serie A de Italia, siendo cedido por la S. S. C. Napoli.

## Trayectoria
De origen nigeriano, Folorunsho se formó en la cantera de la S. S. Lazio de Roma, su ciudad natal. En 2017 fichó por el Virtus Francavilla de la Serie C, donde permaneció durante dos temporadas, jugando 66 partidos y marcando 8 goles.
El 13 de julio de 2019 fue transferido al S. S. C. Napoli de la Serie A, que lo cedió a otro club de la familia De Laurentiis, la S. S. C. Bari, en la Serie C. El año siguiente fue cedido a la Reggina 1914 de la Serie B. Tras ser cedido al Pordenone en agosto de 2021, volvió a la Reggina en enero del año siguiente. En julio de 2022 regresó cedido a la S. S. C. Bari. La temporada 2023-24 fue cedido al Hellas Verona F. C. de la Serie A. La siguiente campaña la empezó en Nápoles, pero la terminó en la ACF Fiorentina en una nueva cesión. En julio de 2025 fue cedido al Cagliari Calcio.

## Selección nacional
El 6 de junio de 2024 el seleccionador italiano Luciano Spalletti confirmó su convocatoria a la Eurocopa 2024 con sede en Alemania. Tres días después hizo su debut con la selección de Italia en un amistoso previo al torneo ante Bosnia y Herzegovina que ganaron por uno a cero.

### Participaciones en Eurocopas
| Copa          | Sede     | Resultado        | Partidos | Goles |
| ------------- | -------- | ---------------- | -------- | ----- |
| Eurocopa 2024 | Alemania | Octavos de final | 1        | 0     |

## Clubes
| Club                         | País   | Año       |
| ---------------------------- | ------ | --------- |
| Virtus Francavilla Calcio    | Italia | 2017-2019 |
| S. S. C. Napoli              | Italia | 2019-     |
| S. S. C. Bari (cedido)       | Italia | 2019-2020 |
| Reggina 1914 (cedido)        | Italia | 2020-2021 |
| Pordenone Calcio (cedido)    | Italia | 2021-2022 |
| Reggina 1914 (cedido)        | Italia | 2022      |
| S. S. C. Bari (cedido)       | Italia | 2022-2023 |
| Hellas Verona F. C. (cedido) | Italia | 2023-2024 |
| ACF Fiorentina (cedido)      | Italia | 2025      |
| Cagliari Calcio (cedido)     | Italia | 2025-     |